# Tommaso Visentin
Tomas Visentin (Treviso, 30 marzo 1974) è un ex rugbista a 15, allenatore di rugby a 15 e telecronista sportivo italiano, in carriera attivo nel ruolo di tre quarti centro del Benetton Treviso, con il quale ha vinto sette scudetti, e una volta internazionale per l'Italia.

## Biografia
Sempre legato al Benetton Treviso, club della sua città natale, Visentin ivi spese la sua carriera.
Tra campionato e competizioni europee assommò più di 200 incontri, in particolare 30 tra Heineken e Challenge Cup.
È tra i giocatori più titolati d'Italia, avendo vinto sette campionati nazionali (l'ultimo nel 2006), due Coppe Italia e una Supercoppa.
In Nazionale italiana disputò un solo incontro, nell'era-Coste, a Cardiff contro il Galles nel 1996 (sconfitta 26-31).
Dopo la fine della carriera agonistica fu dirigente accompagnatore della seconda squadra del Benetton Treviso, poi, nel 2008, tecnico della seconda squadra dello stesso club; nel gennaio 2010 assunse l'incarico di allenatore in seconda del Mogliano, che tenne fino a fine campionato.

## Palmarès
- Campionati italiani: 7
Benetton: 1996-97, 1997-98, 1998-99, 2000-01, 2002-03, 2003-04, 2005-06
- Coppe Italia: 2
Benetton Treviso: 1997-98, 2004-05
- Supercoppe d'Italia: 1
Benetton Treviso: 2006